# Thomas Keck (Politiker)

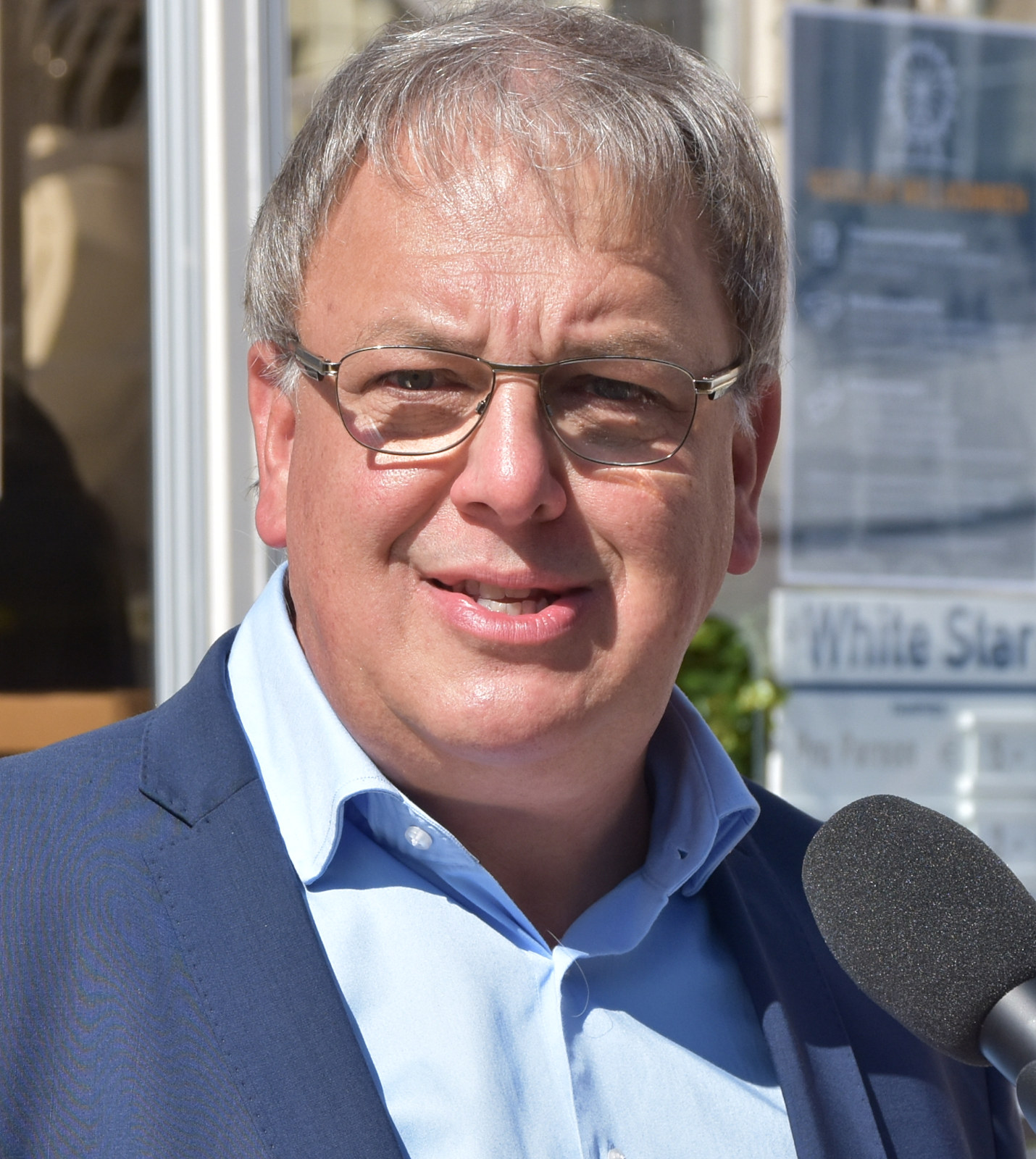
Oberbürgermeister Thomas Keck, 2020

Thomas Keck (* 2. Februar 1963 in Reutlingen) ist ein deutscher Kommunalpolitiker (SPD). Er ist seit April 2019 Oberbürgermeister von Reutlingen.

## Leben
Seit den 1990er Jahren war Keck Geschäftsführer des Deutschen Mieterbundes Reutlingen-Tübingen.
In den Jahren 1989 bis 2019 gehörte er dem Bezirksgemeinderat des Reutlinger Stadtteils Betzingen an, seit dem Jahr 2004 stand er dem Stadtteil als Bezirksbürgermeister vor. Ebenfalls gehörte er von 1994 bis 2019 als ordentliches Mitglied dem Gemeinderat von Reutlingen an. Durch seine Wahl zum Oberbürgermeister von Reutlingen schied er im Jahr 2019 aus diesen Ämtern aus. Seit dem Jahr 1999 ist er Mitglied des Kreistags des Landkreises Reutlingen.
In Betzingen setzte sich Keck unter anderem dafür ein, die stark sanierungsbedürftige Zehntscheuer zu sanieren. Bei den Sanierungsarbeiten stellte sich heraus, dass das Gebäude im Jahr 1533 errichtet wurde und damit zu den ältesten seiner Art gehört. Dem Trägerverein gehörte er bis 2019 als Vorsitzender an.
Am 24. Februar 2019 wurde Keck im zweiten Wahlgang mit 41,1 % der Stimmen zum Oberbürgermeister von Reutlingen gewählt. Er lag damit knapp vor dem Geschäftsführer der CDU-Landtagsfraktion Christian Schneider, der 40,8 % erhielt. Die bisherige Oberbürgermeisterin Barbara Bosch hatte nicht für eine dritte Amtszeit kandidiert. Die Amtseinführung fand am 5. April 2019 statt.

## Privates
Thomas Keck ist Vizepräsident des Schwäbischen Albvereins. Dem Lichtensteingau des Vereins steht er als Vorsitzender voran.
Weiterhin ist er stellvertretender Landesvorsitzender des Deutschen Mieterbunds in Baden-Württemberg und seit 2023 Mitglied im Bundesvorstand.
Keck ist verheiratet und hat zwei Söhne.